# Logan Mader
Logan Mader, född 1970 i Montréal, Kanada, är en gitarrist och sångare, främst känd för att vara tidigare medlem i heavy metalbandet Machine Head och Soulfly. Han har tidigare producerat album för det nederländsk/amerikanska metalbandet DEMIA i Amsterdam och Twin Methods debutalbum The Volume of Self.